# LaGrange (Geórgia)
LaGrange é uma cidade localizada no estado americano de Geórgia, no Condado de Troup.

## Demografia
Segundo o censo americano de 2000, a sua população era de 25.998 habitantes.
Em 2006, foi estimada uma população de 27.652, um aumento de 1654 (6.4%).

## Geografia
De acordo com o United States Census Bureau tem uma área de 76,5 km², dos quais 75,0 km² cobertos por terra e 1,5 km² cobertos por água.

## Localidades na vizinhança
O diagrama seguinte representa as localidades num raio de 28 km ao redor de LaGrange.

## Whisky
É nesta cidade que foi engarrafado o destilado mais antigo do mundo. Produzido entre 1762 e 1802, a garrafa de Whisky, chamada de "Old Ingledew Whiske", foi vendido em um leilão ocorrido em julho de 2021 por US$ 110 mil.